# Космос-1952
Космос-1952 је један од преко 2400 совјетских вјештачких сателита лансираних у оквиру програма Космос.
Космос-1952 је лансиран са космодрома Тјуратам, Бајконур, СССР, 11. јуна 1988. Ракета-носач Сојуз је поставила сателит у орбиту око планете Земље. Маса сателита при лансирању је износила 6300 килограма. Космос-1952 је био војни сателит за фотографску картографију.